# Domvallier
Domvallier is een gemeente in het Franse departement Vosges (regio Grand Est) en telt 137 inwoners (1999). De plaats maakt deel uit van het arrondissement Neufchâteau.

## Geografie
De oppervlakte van Domvallier bedraagt 3,2 km², de bevolkingsdichtheid is 42,8 inwoners per km².
De onderstaande kaart toont de ligging van Domvallier met de belangrijkste infrastructuur en aangrenzende gemeenten.

## Demografie
Onderstaande figuur toont het verloop van het inwonertal (bron: INSEE-tellingen).